# Llywelyn ap Gruffydd
Llywelyn ap Gruffydd o Llywelyn Ein Llyw Olaf, también conocido como Llywelyn el Último Rey (1223-11 de diciembre de 1282), fue el último rey nativo de Gales como país independiente, antes de que fuera conquistado por Inglaterra.

## Genealogía y primeros años
Llewelyn era el segundo de los cuatro hijos de Gruffydd ap Llywelyn Fawr, el hijo mayor de Llywelyn el Grande y Senena ferch Rhodri. Su hermano mayor era Owain Goch ap Gruffydd, y sus dos hermanos pequeños eran Dafydd ap Gruffydd y Rhodri ap Gruffydd. Normalmente se considera que Llywelyn nació en el año 1222 o 1223. Se le menciona por primera vez como poseedor de tierras en el valle de Clwyd hacia el año 1244. A la muerte de su abuelo en el año 1240, el tío de Llywelyn, Dafydd ap Llywelyn lo sucedió en el trono de Gwynedd. Gruffydd, el padre de Llywelyn, y su hermano Owain al principio fueron encarcelados por Dafydd, que posteriormente transfirió su custodia al rey Enrique III de Inglaterra. Gruffydd murió en el año 1244 tras una caída mientras intentaba escapar de su celda en la Torre de Londres. La ventana por la que trató de escapar de la Torre fue posteriormente tapiada, pero todavía puede ser apreciada actualmente.
La muerte de Gruffydd en cierta forma liberó al rey Dafydd de Gwynedd de sus pactos con el rey Enrique, ya que el monarca inglés ya no podía utilizar a su prisionero contra él, y en 1245 estalló la guerra entre Gwynedd e Inglaterra. Llywelyn apoyó a su tío en la feroz guerra. Al mismo tiempo Enrique III liberó a Owain tras la muerte de su padre, con la esperanza de que intentara apoderarse del trono de Gwynedd y provocara una guerra civil en el reino galés, pero Owain permaneció en Chester sin actuar como los ingleses esperaban. Inesperadamente, el rey Dafydd murió en 1246 sin herederos, y Llywelyn, aunque segundo en la sucesión al trono tras su hermano Owain, se encontraba en una posición más ventajosa.

## Primeros años de reinado

Escudo de armas de Gwynedd.

Owain y Llywelyn llegaron a un acuerdo con el rey Enrique y establecieron una tregua en 1247. Se vieron obligados a aceptar Gwynedd Uwch Conwy, la parte de Gwynedd al oeste del río Conwy, que fue dividida entre ellos. Gwynedd Is Conwy, al este del río, quedó en manos del rey inglés.
Cuando Dafydd ap Gruffyd, el tercero de los cuatro hermanos, alcanzó la mayoría de edad, el rey Enrique aceptó su vasallaje y anunció su intención de entregarle una parte del reducido reino de Gwynedd. Llywelyn se negó a aceptar esta imposición, y Owain y Dafydd se aliaron contra él. En la batalla de Bryn Darwin en junio de 1255 Llywelyn derrotó a sus hermanos y los capturó, convirtiéndose en el único rey de Gwynedd Uwch Conwy.
Llywelyn comenzó a buscar formas de extender su dominio. La población galesa de Gwynedd Is Conwy estaba resentida por el gobierno inglés. Esta zona de Gales, también conocida como Yr Perfeddwlad había sido entregada por el rey Enrique a su hijo Eduardo y en verano del año 1256 visitó la zona, pero no consiguió pacificarla ni solucionar los agravios de los oficiales ingleses. Los galeses recurrieron a Llywelyn, que en noviembre de 1256 cruzó el río Conwy con su ejército, acompañado por su hermano Dafydd, al que había liberado de su prisión. A principios de diciembre Llywelyn había conseguido controlar todo Gwynedd Is Conwy menos los castillos reales de Dyserth y Deganwy.
Entonces Llywelyn se dirigió al sur, donde consiguió el apoyo del rey Maredydd ap Rhys Drug de Deheubarth. Tomaron el control de Cereidigion y se dirigieron a Ystrad Tywi, que fue entregado a Maredydd como recompensa por su apoyo, desposeyendo a su hermano Rhys Fychan que apoyaba al rey inglés. Un ejército liderado por Stephen Bauzan trató de restaurar a Rhys Fychan en su dominio, pero fue derrotado en junio de 1257. Rhys consiguió huir e hizo la paz con Llywelyn.
Rhys Fychan aceptó a Llywelyn como su señor, pero esto constituía un problema para Llywelyn, ya que las tierras de Rhys Fychan habían sido cedidas a su aliado Maredydd. Llywelyn decidió devolver sus tierras a Rhys, pero esta maniobra provocó que los enviados del rey de Inglaterra se aproximaran a Maredydd y ofrecieran devolverle todas las tierras asignadas a su hermano si rompía su alianza con Llewelyn. Maredydd aceptó y rindió vasallaje a Enrique III en 1257. A principios de 1258 Llywelyn comenzó a utilizar el título de Príncipe de Gales, en una reunión entre Llywelyn, sus aliados y la nobleza de Escocia. En el año 1263, Dafydd, el hermano de Llywelyn, se presentó ante el rey Enrique.
En Inglaterra, Simon de Montfort, conde de Leicester había derrotado a los partidarios del rey inglés en la batalla de Lewes en 1264, capturando a Enrique III y al príncipe Eduardo. Llywelyn inició negociaciones con Simon de Montfort y en 1265 le ofreció la suma de 30 000 marcos a cambio de una paz permanente y el reconocimiento del derecho de Llywelyn a gobernar Gales. El 22 de junio de 1265 se firmó el Tratado de Pipton, que estableció una alianza entre Llywelyn y Simon de Montfort, pero que el noble inglés hubiera aceptado el tratado era una señal de la debilidad de su posición. Ese mismo año, en la batalla de Evesham, Simon de Montfort moría en combate. Llywelyn no participó en ella.

## Supremacía en Gales
Tras la muerte de Simón de Monfort, Llywelyn inició negociaciones con el rey Enrique III, y finalmente fue reconocido como Príncipe de Gales por el monarca inglés en el Tratado de Montgomery de 1267. A cambio del título, la retención de las tierras que había conquistado así como su propio dominio, y el vasallaje de casi todos los habitantes nativos de Gales, tuvo que pagar un tributo de 25.000 marcos en un pago de 3.000 marcos anuales. Además, si así lo deseaba, también podía comprar el vasallaje del otro gobernante galés, Maredydd ap Rhys de Deheubarth, por otros 5.000 marcos. Sin embargo, las ambiciones territoriales de Llywelyn lo hicieron muy impopular entre los nobles galeses, y muy especialmente entre los príncipes del sur de Gales.
El Tratado de Montgomery marcó el auge del poder de Llywelyn. Poco después comenzaron a surgir problemas, al principio una querella con Gilbert de Clare, Conde de Hertford, sobre la alianza de un noble galés que poseía tierras en Glamorgan. Gilbert construyó el castillo Caerphilly en respuesta. El rey Enrique III envió a un obispo para que tomara posesión de castillo mientras se resolvía la disputa, pero cuando Gilbert recuperó el castillo mediante un engaño, el rey fue incapaz de hacer nada al respeto.
Tras la muerte de Enrique III a finales de 1272, llegó al trono su hijo Eduardo I. Mientras se encontraba fuera del reino el gobierno inglés quedó en manos de tres hombres, uno de los cuales, Roger Mortimer era uno de los rivales de Llywelyn en las tierras fronterizas entre Gales e Inglaterra. Cuando Humphrey de Bohun, III conde de Hereford, trató de recuperar Brycheiniog, que le había sido otorgado a Llywelyn por el Tratado de Montgomery, Mortimer apoyó la reclamación de Bohun. Además, en estos momentos Llywelyn tenía dificultades para reunir el tributo anual del tratado, y cesó de realizar el pago.
A principios de 1274 se produjo una conspiración por parte de Dafydd, hermano de Llywelyn, junto a Gruffydd ap Gwenwynwyn de Powys y su hijo Owain para matar a Llywelyn. Dafydd se encontraba con Llywelyn en ese momento y acordó con Owain que el 2 de febrero llegaría con hombres armados para asesinar al monarca galés; sin embargo el asesinato tuvo que ser pospuesto por culpa de una tormenta de nieve. Posteriormente Llywelyn descubrió los detalles de la conspiración, cuando Owain se confesó con el Obispo de Bangor. Owain dijo que la intención era convertir a Dafydd en príncipe de Gwynedd y que entonces Dafydd recompensaría a Gruffydd y Owain con tierras. Al descubrirse la conspiración, Dafydd y Gruffydd huyeron a Inglaterra, donde fueron recibidos por el rey Eduardo y comenzaron a realizar incursiones sobre las tierras de Llywelyn, aumentando su resentimiento. Cuando Eduardo pidió a Llywelyn que acudiera a Chester en el año 1275 para que le rindiera vasallaje, Llywelyn se negó a asistir.
La enemistad entre Eduardo I y Llywelyn se incrementó cuando el rey galés renovó su alianza con la familia del fallecido Simon de Montfort aunque su poder ahora se había reducido. Llywelyn deseaba casarse con Leonor de Montfort, hija de Simon de Montfort, por lo que contrajeron matrimonio por poderes en 1275. Sin embargo, el rey Eduardo vetó la unión, en parte porque Leonor formaba parte de la familia real, pues su madre era Leonor de Inglaterra, hija de Juan I de Inglaterra, y princesa, por tanto, de la Casa Plantagenet. Cuando Eleanor partió de Francia en barco para reunirse con Llywelyn, el rey Eduardo contrató piratas para que se apoderaran del barco y la encerró en el castillo de Windsor hasta que Llywelyn realizara determinadas concesiones.
En el año 1276 Eduardo I declaró a Llywelyn en rebeldía y en 1277 reunió un enorme ejército para invadir Gales. La intención del monarca inglés era desposeer por completo a su rival y apoderarse de Gwynnedd Is Conwy para Inglaterra. Por lo que se refiere a Gwynedd Uwch Conwy, pensaba dividirlo todo entre los hermanos de Llywelyn o quedarse con la isla de Anglesey y dejarles lo que quedaba de Gwynedd. En la guerra Eduardo fue apoyado por Dafydd ap Gruffyd y Gruffydd ap Gwenwynwyn, así como por varios nobles galeses que habían apoyado a Llywelyn, pero que ahora acudían al rey inglés. En el verano de 1277 los ejércitos de Eduardo llegaron hasta el río Conwy y acamparon en Deganwy, mientras otro ejército cruzaba el mar desde Inglaterra y se apoderaba de la isla de Anglesey, tomando posesión de las cosechas. Esta maniobra privó a Llywelyn y sus hombres de suministros, obligándoles a efectuar un acuerdo.

## Tratado de Aberconwy
El Tratado de Aberconwy garantizó la paz entre Gwynedd e Inglaterra a cambio de varias concesiones difíciles para Llywelyn, reduciendo su dominio de nuevo al oeste del río Conwy. La parte de Gwynedd al este de Conwy fue entregada a su hermano Dafydd, con la promesa de que si Llywelyn moría sin herederos también recibiría una parte del oeste de Gwynedd.
Además Llywelyn fue obligado a rendir vasallaje al rey de Inglaterra; al principio se había negado, pero tras la campaña de 1276, Llywelyn se encontraba asediado en un reino muy reducido. Acudió a reunirse con Eduardo I y se encontró con su esposa Eleanor alojada con la familia real en Worcester. Después de que Llywelyn aceptara las exigencias del monarca inglés, Eduardo I le dio permiso para casarse en la catedral de Worcester. Actualmente se conserva una vidriera coloreada que muestra la boda del Príncipe de Gales y Leonor de Montfort. Por lo que parece, dicho matrimonio tuvo tanto razones políticas como de genuino amor, pues no se conoce ningún hijo ilegítimo de Llywelyn, algo extremadamente inusual entre los monarcas de Gales (durante la Edad Media en Gales los hijos ilegítimos tenían tanto derecho a la propiedad de sus padres como los legítimos, y los príncipes galeses eran especialmente prolíficos engendrando hijos fuera del matrimonio).
El Príncipe y la Princesa de Gales (que también habían recibido el título de Lord y Lady de Snowdonia) regresaron a su reducido reino y vivieron en paz durante un tiempo, pero progresivamente las relaciones con Inglaterra se deterioraron nuevamente. Llywelyn le había devuelto sus tierras a Gruffydd ap Gwenwynwyn por orden de Eduardo I, y pronto se inició una disputa entre el Príncipe de Gales y Gruffydd por las tierras de Arwystli. Llywelyn quería que la disputa se solucionara mediante la Ley de Gales, pero Gruffydd quería que se aplicara la Ley de Inglaterra, y fue apoyado por el rey Eduardo.

## Última campaña y muerte
A principios de 1282 muchos de los nobles galeses que habían apoyado a Eduardo I contra Llywelyn en 1277 se encontraban descontentos por los impuestos e imposiciones de los oficiales del rey. Durante el Domingo de Ramos Dafydd ap Gruffydd, atacó a los ingleses en el castillo de Hawarden y después asediaron Rhuddlan. Los galeses se rebelaron contra los ingleses y la revuelta se extendió. El castillo de Aberystwyth fue conquistado y quemado, y en la revuelta de Ystrad Tywi al sur de Gales (inspirada por Dafydd, de acuerdo a las crónicas), el castillo de Carreg Cennen fue conquistado.
Según una carta enviada por Llywelyn a John Peckham, Arzobispo de Canterbury, el Príncipe de Gales negó haber participado en la revuelta. Sin embargo, se sentía obligado a apoyar a su hermano y estalló una guerra para la que los galeses estaban mal preparados. La tragedia personal también golpeó a Llywelyn en este momento. Alrededor del 19 de junio de 1282 su mujer Leonor de Montfort murió en la mansión real de Garth Celyn (actualmente conocido como Pen y Bryn, Abergwyngregyn), tras dar a luz a una niña, Gwenllian de Gales.

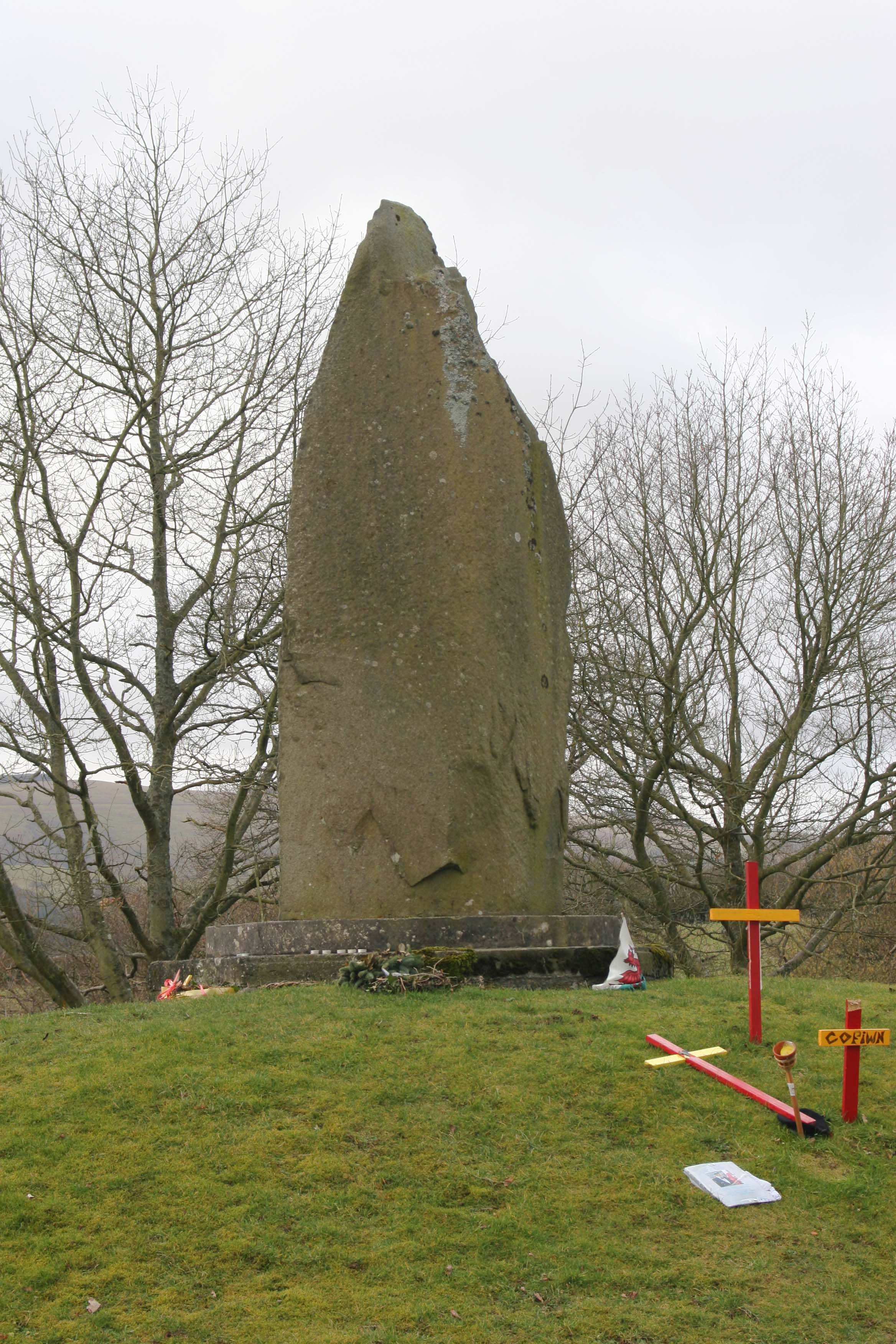
El monumento dedicado a Llywelyn en Cilmeri.

La guerra siguió un curso similar a la de 1277. Los ejércitos ingleses llegaron hasta el río Conwy y capturaron la isla de Anglesey reteniendo las cosechas, aunque los invasores ingleses de Anglesey fueron rechazados cuando trataron de desembarcar en la costa galesa. El Arzobispo de Canterbury intentó mediar entre Llywelyn y Eduardo I, y a Llywelyn se le ofreció una gran propiedad en Inglaterra si entregaba Gales a Eduardo I, mientras que Dafydd tomaría el manto de cruzado y no regresaría sin el permiso del monarca inglés. En una emotiva e inspirada carta de noviembre de 1282, Llywelyn dijo que no abandonaría al pueblo al que sus ancestros habían protegido desde los días de Kamber, hijo de Bruto de Troya. La oferta de los ingleses fue rechazada.
Llywelyn dejó a Dafydd al mando de la defensa de Gwynedd y con su ejército se dirigió al sur para reunir apoyos de los nobles de la zona. Llywelyn encontró la muerte en diciembre de 1282, en Builth Wells, donde fue asesinado en un momento en que se alejó de sus soldados. Las circunstancias exactas del asesinato no son nada claras y hay dos relatos conflictivos sobre su muerte. Ambas teorías coinciden en que Llywelyn fue engañado para que se apartara de su ejército y entonces fue asesinado. El primer relato afirma que Llywelyn y su ministro se acercaban a las fuerzas de Edmund Mortimer y Hugo Le Strange tras cruzar un puente. Entonces escucharon sonidos de batalla cuando los ejércitos galeses chocaron con el ejército de Roger Dispenser y Gruffydd ap Gwenwynwyn. Fue cuando Llywelyn dio la vuelta para reunirse con sus soldados, pero fue alcanzado por un lancero solitario que lo atravesó. No fue hasta después de la batalla que el caballero inglés se dio cuenta de que se trataba del Príncipe de Gales. Esta versión del asesinato fue escrita en el norte de Inglaterra cincuenta años después del suceso y tiene sospechosas similitudes con detalles de la Batalla del puente de Sterling en Escocia. Una versión alternativa del asesinato escrita por unos monjes del este de Inglaterra que estuvieron en contacto con Gwenllian ferch Llywelyn, la hija exiliada del príncipe y prima de Gladis ferch Dafydd, afirma que Llywelyn estaba al frente de un ejército que se dirigió al encuentro de las fuerzas de Edmund y Roger Mortimer, Hugo Le Strange y Gruffydd ap Gwenwynwyn, bajo la promesa de que le ofrecerían vasallaje. Se trataba de un engaño. Su ejército fue inmediatamente atacado y Llywelyn quedó separado con dieciocho servidores, entre ellos algunos clérigos. Cerca del crepúsculo, Llywelyn fue emboscado y perseguido por un bosque, y finalmente alcanzado y herido. Mientras agonizaba pidió un sacerdote y reveló su identidad. Entonces le asesinaron y le cortaron la cabeza. Su cuerpo fue registrado y se encontraron varios documentos, entre ellos una lista de “conspiradores” (que pudo haber sido falsa) y su sello privado.
Si el rey desea tener la copia [de la lista] encontrada en los pantalones de Llywelyn, puede obtenerla de Edmund Mortimer, que la tiene en su poder, así como el sello privado de Llywelyn y otros objetos encontrados en el mismo lugar. El Arzobispo Peckham en su primera carta a Rober, Obispo de Baths y Wells, fechada el 17 de diciembre de 1282. (Archivos de Lambeth Palace)  
En torno a la cabeza cortada de Llywelyn existen varias leyendas. Se sabe que fue enviada a Eduardo I en Rhuddland y que después de exhibirla ante las tropas inglesas situadas en Anglesey, el rey ordenó enviarla a Londres, donde fue puesta en la picota de la ciudad durante un día y coronada con hiedra (para mostrar que era un “rey de forajidos") como burla de una antigua profecía galesa, que decía que algún día un galés sería coronado en Londres rey de toda Britania (profecía que se cumplió cuando Enrique Tudor se convirtió en rey en 1485). Después un caballero llevó la cabeza atravesada en su lanza hasta la Torre de Londres y la clavó sobre la puerta. Todavía se encontraba en ese lugar 15 años después. . 
El destino final del cuerpo decapitado de Llywelyn es desconocido, aunque según la tradición, fue enterrado en la abadía cisterciense de Abbeycwmhir. El 28 de diciembre de 1282 el Arzobispo Peckham escribió una carta al Archidiácono del Priorato de Brecon para que:
...investíguese y aclárese si el cuerpo de Llywelyn ha sido enterrado en la iglesia de Cwmhir antes del ayuno del Día de la Epifanía del Señor, porque se le ordenó anteriormente hacerlo y enviar noticia al señor Arzobispo antes de Navidad, y no lo ha hecho.
Existen más evidencias para esta hipótesis en la Crónica de Florence de Worcester:
Por lo que se refiere al cuerpo mutilado del Príncipe [de Gales], fue enterrado en la abadía de Cwm Hir, que pertenece a la Orden del Císter.
Otra teoría establece que su cuerpo fue trasladado a Llanrumney Hall en Cardiff
El poeta Gruffydd ab yr Ynad Coch escribió una elegía sobre Llywelyn:
¿No veis la senda del viento y la lluvia?
¿No veis los robles agitados?
Mi corazón se enfría con un suspiro de miedo
Por el rey, en la puerta de roble de Aberffraw
Existe una enigmática referencia en la crónica galesa Brut y Tywysogion, "y entonces Llywelyn fue traicionado en el campanario de Bangor por sus propios hombres.". No se da ninguna explicación al respecto.

## Anexión de Gales
Con la muerte de Llywelyn, la moral y la voluntad de los galeses para continuar la guerra se redujo considerablemente. Dafydd, el hermano de Llywelyn, fue nombrado sucesor. Continuó la lucha durante varios meses pero en junio de 1283 fue capturado en las colinas que rodeaban Garth Celyn en el monte Bera, junto con su familia. Fueron llevados ante Eduardo I y entonces trasladados a Shrewsbury, donde el parlamento de Inglaterra celebró una reunión especial y lo condenó a muerte. Fue arrastrado por las calles, colgado, partido por la mitad y despedazado.
Tras la derrota final de 1283 el reino de Gwynedd fue despojado de toda insignia, reliquia y símbolo de realeza. Eduardo I disfrutó especialmente apropiándose de la Casa Real de la dinastía de Gwynedd. En agosto de 1284 reunió a su corte en Gart Celyn (actualmente Abergwyngregyn, Gwynedd). En una ceremonia pública retiró las insignias reales de Gwynedd. La corona de Llywelyn fue solemnemente presentada en la capilla de San Eduardo en Westminster, la joya o corona de Arturo fue guardada en el Tesoro Real de Inglaterra; las bases de los tronos de Llywelyn, su esposa y su hermano Safydd fueron fundidas para hacer un cáliz; la reliquia más valiosa de Gwynedd, un fragmento de la Vera Cruz conocido como La Cruz de Neith fue exhibido en una solemne procesión a pie en Londres en mayo de 1285, dirigida por el rey, la reina, el Arzobispo de Canterbury y catorce obispos, así como varios nobles y principales del reino. De esta forma Eduardo I se apropiaba de los símbolos históricos y religiosos de la casa de Gwynedd y confirmaba ante el mundo la anexión de la dinastía y la anexión del reino a la Corona de Inglaterra. Un cronista de la época declaró: y entonces todo Gales fue puesto de rodillas
La mayoría de los parientes de Llywelyn terminaron sus vidas en cautiverio, con las notables excepciones de su hermano pequeño Rhodri ap Gruffydd (exiliado de Gales en 1272), que hacía tiempo que había renunciado a sus derechos al trono y llevó una vida discreta en sus propiedades de Gloucestershire, Cheshire, Surrey y Powys, muriendo en torno a 1315, y un primo lejano, Madog ap Llywelyn, que en 1294 dirigió una revuelta para reclamar el título de Príncipe de Gales. La hija de Llywelyn y Eleanor, Gwenllian de Gales fue capturada por las tropas de Eduardo I en 1283. Fue enclaustrada en el Priorato de Sempringham (Lincolnshire), en Inglaterra durante el resto de su vida, muriendo sin descendencia en 1337, probablemente con poco conocimiento de su herencia.
Los dos hijos supervivientes de Dafydd fueron capturados y encarcelados en Bristol Gaol, donde finalmente murieron muchos años después. Owain, el hermano mayor de Llywelyn desaparece de los registros escritos en 1282 y se supone que fue asesinado. 
El nieto de Rhodri, Owain Lawgoch reclamaría posteriormente el título de Príncipe de Gales, y el linaje se extinguió con su asesinato en 1378, pero quizás su descendencia sobrevivió en Gales a través de la familia de Sir John Wynn, Barón de Gwydir (que afirmaba ser descendiente de Owain, el hermano mayor de Llywelyn). El linaje de Sir John Wynn continuó hasta mediados del siglo XVIII y es posible que todavía sobreviva en la familia.[cita requerida]

## Ficción histórica
- Las historias de Llywelyn Fawr, Llywelyn ap Gryffydd and Davydd ap Gryffydd son descritas en la Trilogía de Gales de Sharon Kay Penman: "Here be Dragons", "Falls the Shadow", y"The Reckoning".

- La vida de Llywelyn, el Último Rey, aparece en la serie de novelas de Edith Pargeter: "Brothers of Gwynedd Quartet":

1. "Sunrise in the West" (1974)
2. "The Dragon at Noonday" (1975)
3. "The Hounds of Sunset" (1976)
4. "Afterglow and Nightfall" (1977)